# Ergofobia
L'ergofobia, detta anche ergasiofobia, è una parola derivata dal greco εργον (ergon, lavoro) e φοβος (phobos, paura).
Indica una paura anormale e persistente del lavoro o di compiti e incombenze. Chi soffre di ergofobia sperimenta una ansietà sproporzionata riguardo all'ambiente di lavoro anche se si rende conto che la sua paura è irrazionale. Questa paura potrebbe essere in realtà una combinazione di varie fobie, come la paura di fallire compiti assegnati o di socializzare coi colleghi.

## Sintomi
Secondo Michael Linden, direttore della clinica psichiatrica della Freie Universität di Berlino, l'ergofobia è classificata come un disturbo d'ansia che può riguardare anche persone che non soffrono di disturbi d'ansia generali. In particolare, i lavoratori che si assentano frequentemente per malattia o si lamentano per l'emicrania provocata dal carico di lavoro possono essere ergofobici. Spesso, ancora secondo Linden, questi disturbi sfociano nell'assenteismo o nel pensionamento anticipato, ma possono portare anche alla paura paranoica di essere sottoposti a mobbing.
Fra i sintomi della malattia si segnalano le crisi di panico, l'ipocondria, le paure o le ansie sociali connesse al lavoro e lo stress post-traumatico.